# Présidence belge du Conseil de la Communauté économique européenne en 1958
La présidence belge du Conseil de la Communauté économique européenne (CEE) en 1958 est la première présidence du Conseil de la Communauté économique européenne de l'histoire de l'Union européenne. La Belgique est la première à exercer la présidence en raison du système de rotation retenu, basé sur le nom des États dans leur langue officielle.
Elle est suivie par la présidence allemande du Conseil de la Communauté économique européenne à partir du 1er juillet 1958.

## Déroulement
En tant que première présidence du Conseil de l'Union, la présidence belge du Conseil influença le déroulement futur des présidences. Lors du discours inaugural de la présidence, le 25 janvier 1958, le ministre des Affaires étrangères Victor Larock déclara que « les tâches que nous partageons aujourd'hui sont principalement économiques et sociales. Elles deviendront sans aucun doute de plus en plus politiques, mais leur importance au plus haut niveau sera toujours sacrée ».
À l'origine, le siège officiel du Conseil et de la présidence n'était pas fixé par le traité. Comme le Luxembourg refusait d'accueillir tous les sièges d'institutions, la présidence belge du Conseil siégea à Bruxelles. Pour des raisons pratiques, la Commission vint aussi siéger à Bruxelles. Ce qui devait être une solution temporaire devint le siège permanent de ces deux institutions,.